# Boarmia indistincta
Boarmia indistincta là một loài bướm đêm trong họ Geometridae.